# Rio das Antas (vattendrag i Brasilien, Santa Catarina, lat -27,08, long -53,37)
Rio das Antas är ett vattendrag i Brasilien.   Det ligger i delstaten Santa Catarina, i den södra delen av landet, 1 400 km söder om huvudstaden Brasília.
Omgivningen kring Rio das Antas är en mosaik av jordbruksmark och naturlig växtlighet. Området är ganska glesbefolkat, med 28 invånare per kvadratkilometer.